# 聂叶蝉属
聂叶蝉属（学名：Nirvanguina）是叶蝉科下的一个属。

## 下属物种
本属包括以下物种：
- 梳突聂叶蝉 Nirvanguina pectena Lu & Zhang, 2014